# Битва при Ортезе
Битва при Ортезе — сражение Третьей Гугенотской войны во Франции, произошедшее 24 августа 1569 года между войсками католиков и гугенотов. После битвы войска гугенотов убили многих католических пленников.

## Предыстория
Во второй половине XVI века вся Аквитания за Гаронной, за исключением Бордо, находились в протестантских руках. В то время Ортез был самым крупным и динамичным городом Беарна. Рынок города служил важным перевалочным пунктом для товаров, следовавших через Байонну на экспорт. По этой причине Ортез был весьма богат. Так, один из богатых гугенотов города, Адриен Арно де Гашассен, подарил особняк в Ортезе Жанне д 'Альбре в 1555 году (сегодня это музей, где можно увидеть, как жили богатые гугеноты города). Преуспевание города делало его важной целью гугенотов.

## Битва
Протестантские силы Габриэля Монтгомери покинули Кастр около полудня 27 июля 1569 года. Они грабили селения вдоль дороги, проходящей через Мазере в Фуа. Войска пересекли Гаронну у Коарреза 9 августа и достигли Замка Королевы Иоанны в Наварренсе. 11 августа войска выдвинулись к Ортезу. С 15 августа войска Монтгомери поддерживали осаду города, ослабив его настолько, что 24 августа смогли его захватить, после чего начали убивать пленных католиков. Среди жертв были генерал Террид, губернатор Наварренса Басийон, а также все местное католическое духовенство. Священникам гугеноты уготовили особую смерть — они были брошены с моста Гав-де-По. Кроме того, местный замок Монкад был разрушен, как и церкви города и многие дома.

## Последствия
Казнями религиозных противников характеризуется большая часть религиозных войн. Войска гугенотов Монтгомери совершали последующие массовые убийства католиков в Артиксе, Тарба и в других местах, в то время как массовое убийство гугенотов состоялось в Париже и ряде других городов в августе-сентябре 1572 года.
В Гиени «королевой гугенотов» стала Жанна III д’Альбре (1528—1572), королева Наварры, сыгравшая ведущую роль во время французских религиозных войн на юго-западе Франции. Её цель состояла в том, чтобы создать протестантскую Гиень силой оружия. На основании переписки и воспоминаний современников, Жанна д’Альбре имела прямое отношение к походу Монтгомери на Ортиз. Якобы она даже санкционировала резню, однако этот факт не доказан. Несомненным остается то, что гугеноты были настолько разгневаны преследованиями со стороны католиков, что не могли удержаться от ответной резни.
Массовое убийство в Ортезе произошло за три года до резни Святого Варфоломея в Париже, которая, как полагают некоторые историки, была местью за убийство католиков в Ортезе. В целом оба этих события вписываются в более широкую картину религиозных войн.